# Névache
Névache é uma comuna francesa na região administrativa da Provença-Alpes-Costa Azul, no departamento de Altos-Alpes. Estende-se por uma área de 191,93 km². Em 2010 a comuna tinha 366 habitantes (densidade: 1,9 hab./km²).